# Лабі
Лабі — один з 8 мукімів (районів) округи (даера) Белайт, на заході Брунею. Тут розташовано 3 початкові школи та одна лікарня, Labi Health Clinic, відкрита у 2002.
Цей регіон — один з небагатьох, придатних для сільського господарства, тож тут вирощують апельсини. Деякі поля заливаються водою для вирощування рису. 2003-го вирощено 607 метричних тонн овочів, близько 1700 метричних тонн фруктів і 170 тонн рису-сирцю.

## Райони
- Кампонг Букіт Пуан
- Кампонг Тапанг Лупак
- Кампонг Тенайор
- Кампонг Ратан
- Кампонг Гатас
- Кампонг Кенапол
- Кампонг Терунан
- Кампонг Кесілін
- Кампонг Лабі Лама
- Кампонг Мендарам Бесар
- Кампонг Мендарам Кеціл
- Кампонг Терайа
- Кампонг Сунгаі Петані
- Кампонг Малаян